# Тејлорсвил (Калифорнија)
Тејлорсвил (енгл. Taylorsville) насељено је место без административног статуса у америчкој савезној држави Калифорнија.

## Демографија
По попису из 2010. године број становника је 140, што је 14 (-9,1%) становника мање него 2000. године.
| Група             | 2000.       | 2010.       |
| Белци             | 140 (90,9%) | 130 (92,9%) |
| Афроамериканци    | 0 (0,0%)    | 0 (0,0%)    |
| Азијати           | 1 (0,6%)    | 0 (0,0%)    |
| Хиспаноамериканци | 3 (1,9%)    | 1 (0,7%)    |
| Укупно            | 154         | 140         |